# Goryphus tuberculatus
Goryphus tuberculatus là một loài tò vò trong họ Ichneumonidae.